# Coptocephala simillima
Coptocephala simillima es un coleóptero de la familia Chrysomelidae.
Fue descrita científicamente en 1995 por Lodewyckx.